# Dino Bruni
Dino Bruni (Portomaggiore, 13 d'abril de 1932) és un ciclista italià, ja retirat, que fou professional entre 1956 i 1964.
Com a amateur va prendre part en els Jocs Olímpics de Hèlsinki de 1952, en què guanyà la medalla de plata en la prova d'equips per carretera, junt a Vincenzo Zucconelli i Gianni Ghidini. El 1956 també participà en els Jocs Olímpics de Melbourne.
Com a professional aconseguí una trentena de victòries, destacant tres etapes al Tour de França, dues el 1959 i una el 1962, així com dues etapes al Giro d'Itàlia de 1960, edició en la què vestí el mallot rosa durant una etapa.

## Palmarès
- 1955
  - 1r de la Milà-Rapallo
- 1957
  - 1r al Circuit de Santa Maria Vezzola
  - 1r de la Copa Gori
  - 1r del Gran Premi de Como
- 1958
  - 1r al Circuit de Carpi
  - Vencedor d'una etapa al Giro dels dos Mars
  - Vencedor de 3 etapes a la Vuelta del Sud-Est
- 1959
  - Vencedor de 2 etapes al Tour de França
  - 1r al Giro de les Tres Valls Varesines
  - 1r al Gran Premi de Pontremoli
  - 1r al Circuit de Zuric
  - 1r al Premi de Châlon-sur-Saône
  - 1r al Premi d'Ax-les-Thermes
- 1960
  - Vencedor de 2 etapes al Giro d'Itàlia
  - Vencedor d'una etapa al Tour de Champagne
  - 1r al Circuit de Rovigo
  - 1r al Circuit d'Alessandria
  - 1r al Gran Premi Titano
- 1961
  - 1r de la Copa Sabatini
  - 1r al Giro de la Província de Reggio de Calàbria
  - 1r al Circuit de Castelmassa
- 1962
  - Vencedor d'una etapa al Tour de França
  - Vencedor d'una etapa a la Volta a Suïssa
  - 1r al Premi d'Arras
  - 1r al Premi de la Tarentaise
- 1963
  - 1r de la Copa Sabatini

### Resultat al Giro d'Itàlia
- 1957. Abandona
- 1960. 91è de la classificació general. Vencedor de 2 etapes
- 1961. 65è de la classificació general
- 1962. Abandona
- 1963. 82è de la classificació general
- 1964. 97è de la classificació general

### Resultat al Tour de França
- 1959. 64è de la classificació general. Vencedor de 2 etapes
- 1960. 72è de la classificació general
- 1962. 90è de la classificació general. Vencedor d'una etapa

### Resultat a la Volta a Espanya
- 1959. Abandona